# DNAシークエンシング
DNA 塩基配列決定 (英語: DNA sequencing) とは、DNAを構成するヌクレオチドの結合順序（塩基配列）を決定することである。単にシークエンシングやシーケンシングとも呼ばれる。DNAは生物の遺伝情報を担う分子であり、基本的にはATCGの4種類の塩基からなる配列の形で符号化されている。そのため、DNAシークエンシングによりこの塩基の順序を調べることは、遺伝情報を解析する上で基本となる手段である。今日では配列決定はミクロなレベルの生物学の基盤となっているのみならず、分類学や生態学のようなマクロな生物学でも盛んに応用されている。また医学面でも遺伝病や感染症の診断や治療法の開発などに役立っている。
手法としては、1977年に開発されたサンガー法やその改良法が長らく主流であったが、サンガー法とは異る原理に基づく手法も提唱されており、実用化されている。ウォルター・ギルバートとフレデリック・サンガーは、DNAシークエンシングの手法（サンガー法）を開発した功績により、1980年のノーベル化学賞を受賞している。

## 応用先
DNAシークエンシングは、生物の個々の遺伝子、より大きな遺伝子領域（遺伝子群やオペロン）、染色体、またはゲノム全体の配列を決定するために使用される。
またオープンリーディングフレームを介してRNAやタンパク質の塩基配列を間接的に調べる最も効率的な方法でもある。この技術は、医学、科学捜査、人類学、生物学やその他の科学の多くの分野で重要な技術となっている。

### 分子生物学
分子生物学の分野ではシークエンシングは、分子生物学においてゲノムとそれが生み出すタンパク質の研究に用いられる。シークエンシングで得られた情報をもとに、研究者は遺伝子の変化、病気や表現型との関連性を明らかにし、薬剤のターゲットとなるものを特定できる。

### 進化生物学
進化生物学の分野ではDNAの塩基配列情報は世代間の情報伝達を行う物質であるため、異なる生物同士の関係やどのように進化してきたかの手がかりとなる。
2021年2月、最も古い生物のシークエンシングとして、100万年以上前のマンモスをシークエンシングしたことが報告されている。

### メタゲノミクス
メタゲノミクスでは、水、生活排水、汚泥や大気中からろ過したゴミ、生物から採取したスワブサンプルに存在する生物の同定を行う。
特定の環境にどのような生物が存在するかを知ることは、生態学、疫学、微生物学、その他の分野の研究に不可欠である。シークエンシングによって、マイクロバイオームにどのような種類の微生物が存在するかを調査できる。

### ウイルス学
ウイルス学で対象とするウイルスは小さすぎて光学顕微鏡で見ることができないため、シークエンシングはウイルスを同定する方法のひとつとなっている。 ウイルスのゲノムはDNAまたはRNAで構成されているが、RNAウイルスは臨床サンプル中での劣化が早いため、シークエンシングは速やかに行う必要がある。
高速でシークエンシングを行えるNGS（次世代配列決定法）は、基礎研究や臨床研究におけるウイルスの塩基配列同定に用いられるほか、新興ウイルス感染症の診断、ウイルス病原体の分子疫学、薬剤耐性検査などにも用いられる。GenBankには230万以上ウイルス配列が登録されている。
1990年に発生した鳥インフルエンザでは，ウイルスの塩基配列からインフルエンザの亜型がウズラと家禽の間の再交配によって発生したことが判明した。これを受けて香港では、生きたウズラと家禽を一緒に市場で販売することを禁止する法律が制定された。
ウイルスシークエンシングは、分子時計の手法を用いてウイルスの発生時期を推定するのにも利用されている。

### 医学
患者に遺伝性疾患のリスクがあるかどうかを判断するために、遺伝子（理論的には全ゲノム）を調査する方法がある。これは遺伝学的検査の一種だが、遺伝学的検査の中には詳細なDNA配列までは必要としないものもある。
DNAシークエンシングは、バクテリアを特定してより正確な抗生物質治療を可能にし、バクテリアが抗菌剤耐性を生み出すリスクを軽減できると考えられている。

### 科学捜査
法医学的な身元確認や父子鑑定には、DNA型鑑定とともにDNA塩基配列を用いることがある。指紋、唾液、毛根などに含まれるDNAを抽出し、塩基配列の特定の特徴的な領域から人物を特定する技術である。

## 各決定方法

### DNA断片長による方法
| 塩基         | 長さ         |
| ------------ | ------------ |
| アデニン (A) | 6 7 8 10 13  |
| グアニン (G) | 1 5 12       |
| シトシン (C) | 3 9          |
| チミン (T)   | 2 4 11 14 15 |

現在主流となっているのは、塩基依存的にDNA断片を作製し、その長さを比べることで塩基の順序を知る方法である。例えば4種類の塩基に対応してサンプルを1回ずつ切断した結果、右表のような長さの断片ができたとする。この場合、断片長が短い方から並べ直したGTCTGAAACATGATTが、元々のDNAの塩基配列だったということになる。この方法では、どのように「塩基依存的」なDNA断片を作製するかという反応の部分と、どうやってその長さを調べるかという検出の部分に鍵がある。
例: 元の配列 GTCTGAAACATGATT
- アデニン (A) で切断した場合
[06] GTCTGA <-> AACATGATT
[07] GTCTGAA <-> ACATGATT
[08] GTCTGAAA <-> CATGATT
[10] GTCTGAAACA <-> TGATT
[13] GTCTGAAACATGA <-> TT

- グアニン (G) で切断した場合
[01] G <-> TCTGAAACATGATT
[05] GTCTG <-> AAACATGATT
[12] GTCTGAAACATG <-> ATT

- シトシン (C) で切断した場合
[03] GTC <-> TGAAACATGATT
[09] GTCTGAAAC <-> ATGATT

- チミン (T) で切断した場合
[02] GT <-> CTGAAACATGATT
[04] GTCT <-> GAAACATGATT
[11] GTCTGAAACAT <-> GATT
[14] GTCTGAAACATGAT <-> T
[15] GTCTGAAACATGATT

上記の切断した配列を短いほうから並べなおし、切断した塩基（切断した端の塩基）で読むと元の配列が分かる。
[01] G
[02] GT
[03] GTC
[04] GTCT
[05] GTCTG
[06] GTCTGA
[07] GTCTGAA
[08] GTCTGAAA
[09] GTCTGAAAC
[10] GTCTGAAACA
[11] GTCTGAAACAT
[12] GTCTGAAACATG
[13] GTCTGAAACATGA
[14] GTCTGAAACATGAT
[15] GTCTGAAACATGATT

->[01]G [02]T [03]C [04]T [05]G [06]A [07]A [08]A [09]C [10]A [11]T [12]G [13]A [14]T [15]T

#### 反応

##### 酵素法
これはDNA複製酵素であるDNAポリメラーゼを用いて末端が特定の塩基に対応するDNA断片を合成する方法である。まずプライマーとして配列を読みたい1本鎖DNAの特定の位置に相補的なオリゴヌクレオチドを使うことで、DNA合成の開始点を1ヶ所に決める。そこからDNA合成を始めて、それぞれの塩基に対応する位置で合成が止まる様な反応系を使うことで、塩基特異的なDNA断片が得られる。もともとフレデリック・サンガーが中心になって開発したためサンガー法と呼ばれているが、長年にわたって改良が続けられているため必ずしも明確な表現ではない。ここでは改良されていく一連の方法の総称として用いることにする。
サンガーはまず1975年にプラスマイナス法

と呼ばれるやや複雑な方法を発表した。これは短時間の単なるDNA合成をした後で、4種類のデオキシリボヌクレオチド（dATP・dGTP・dCTP・dTTP）のうち1種類だけを欠く反応系で合成を再開し（マイナス法）、その結果から配列を解読する方法である。最初に普通のDNA合成をしているので、この段階では合成したDNAの長さはランダムになっている。そこからたとえばdATPのみを欠く系で合成を再開すると、必ずアデニンを組み込むべき位置で反応が止まる。したがって得られたDNA断片は様々な長さのものがあるがランダムではなく、アデニンに対応した断片が得られる。同様に、dGTPのみ、dCTPのみ、dTTPのみを欠く系を用いることで、塩基特異的なDNA断片を得ることができる。原理的にはこれだけで配列が読めるはずだが、実際にはうまく読めない部位がでてしまうため、1種類のデオキシリボヌクレオチドだけを加えた系（プラス法）を4つ追加して、全部で8つの反応系の組み合わせで配列を読む煩雑な方法であった。
サンガーらがこれを改良して1977年に発表した方法

が、ジデオキシ法、ないし鎖停止法と呼ばれ広く知られているものである。これは4つの通常のDNA合成系を用意し、そこに低濃度の鎖停止ヌクレオチド（ターミネーター）を加えて反応させるようにしたものである。ターミネーターは4種のジデオキシヌクレオチド (ddATP・ddGTP・ddCTP・ddTTP) のうちそれぞれ1種類だけを用いる。DNAポリメラーゼは鋳型配列に対応するデオキシリボヌクレオチドを取り込みながらDNAを合成していくが、ときどき対応するターミネーターを取り込んで反応がそこで止まってしまうことが起きる。結果的に使ったターミネーターの塩基に対応する様々な長さのDNA断片が生じることになる。例えばターミネーターとしてddATPを加えた系では、生じたDNA断片の3'末端の塩基はアデニンになるという具合である。これならば最初に単なるDNA合成をする必要がないし、4つの反応系だけできちんと配列が確定できる。
サンガー法は後にポリメラーゼ連鎖反応 (PCR) が開発されたことでさらに効率化された。PCRでは2本鎖DNAを高温で変性させてから温度を下げてプライマーを結合させてDNAを合成し、そのあと再び高温で変性させて鋳型DNAを再利用することができる。この発想をサンガー法と組み合わせることで、比較的少ない量の二本鎖DNAから反応を始めることができるようになった。この方法を特にサイクルシークエンス法と呼ぶ。
元々はデオキシリボヌクレオチドに放射性標識しておき、ポリアクリルアミドゲル電気泳動により断片長に応じて分離して、オートラジオグラフィーにより検出していたが、その後、蛍光標識やキャピラリー電気泳動といった技術を取り込むことで飛躍的に発展した（後述）。
サンガー法は酵素反応に依存しているため、PCRと似たような問題点が出ることがある。プライマーによって反応の開始点を決めるので、プライマーの特異性が低いと複数の配列を同時に読むことになり配列を決定できない。これはプライマーを結合させる温度が高くなるように設計することで改善できることがある。また反応系にRNAが混じっているとそれがプライマーとして働いて配列が読めなくなることがある。GC比が高かったり反復配列や二次構造を取りやすい配列があると、そこでDNAポリメラーゼの反応が止まりそれ以降の配列が得られないことがある。これに関しては複製系ではなく翻訳系（RNAポリメラーゼ）を用いた同様のシステムで解決することがある。

##### 化学分解法
アラン・マクサムとウォルター・ギルバートが1977年に報告した

手法で、マクサム－ギルバート法ないしギルバート法と呼ばれる。DNA断片中の特定の塩基を試薬により修飾することで、その部位のリン酸ジエステル結合が切れやすくなることを利用している。試薬の作用条件を調節することでDNA断片1分子あたり平均1ヶ所だけが修飾されるようにすると、特定の塩基で切断された様々な長さのDNA断片を得ることができる。配列を決定したいDNA断片の端を32Pやビオチン、蛍光色素などで標識しておき、フィルムを感光させたり酵素的に色素生成させて検出する方法が一般的である。
元々は以下のような試薬を利用した組み合わせで判別していた。ほかにも様々な塩基特異的な切断反応が考案されている。
ジメチル硫酸
プリン塩基（グアニン・アデニン)をメチル化する。ここでメチル化されたプリン塩基のグリコシド結合は不安定で塩基が遊離しやすく、その後アルカリ条件で加熱することでリン酸ジエステル結合が切断される。グアニンはアデニンと比べて5倍速くメチル化される一方、グリコシド結合はグアニンよりアデニンの方が不安定である。そこで塩基を遊離させるときに、強い条件（高温中性）にするとグアニン塩基で切断されやすく、弱い条件（低温酸性）にするとアデニン塩基で切断されやすい。この2つの反応産物を見比べることでグアニンとアデニンを判別する。
ヒドラジン
ピリミジン塩基（シトシン・チミン）を開裂させる。そのままだと両塩基で切断されるが、高濃度の塩化ナトリウムが存在するとチミンの開裂が阻害されてシトシン塩基だけで切断される。この2つの反応産物を見比べることでシトシンとチミンを判別する。
水酸化ナトリウム
アデニン塩基とシトシン塩基を開裂させる。ジメチル硫酸の弱い条件の代わりに用いる。
この方法は充分な量のDNAと、ヒドラジンなど取り扱いに注意を要する試薬が必要という欠点がある。したがってサンガー法が改善されるとともに、次第に一般的なシークエンスの手法としては用いられなくなった。しかし酵素反応を介さずに直接DNA分子の解析ができることから、修飾塩基を含むような配列決定や、タンパク質との相互作用を検出する目的で使われている。

#### 検出

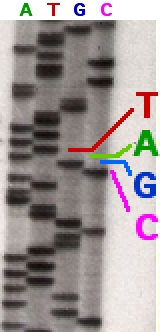
サンガー法によるオートラジオグラフィーの一部

DNA断片の長さを知るためには普通は電気泳動法を用いて分離する。元来はスラブ（平板）型のポリアクリルアミドゲル電気泳動によって分離するのが主流であった。しかし自動化・高速化の流れの中で1990年にキャピラリー電気泳動による装置が登場し、21世紀を迎えると主流はキャピラリー電気泳動に移った。キャピラリー電気泳動の利点は、径が小さい（0.1mm以下）ことから発熱の制御が容易で、その分高電圧で電気泳動することが可能なため高速・高分解能になることである。最近ではさらに微細・高速化を図るマイクロチップ電気泳動による装置が登場している。
以前は放射性標識が一般的に用いられており、泳動したスラブゲルを乾燥させX線フィルムを感光させて塩基配列を読み取っていたが、放射性標識は取り扱いに制約があることから忌避される傾向がある。あまり一般的ではないがビオチン標識を介した化学発光系を使う方法もある。しかし現在一般的に利用されているのは、蛍光標識を用い自動化されたDNAシークエンサーである。蛍光標識の決定的な利点は、4種類の塩基に対応したそれぞれ波長が異なる蛍光色素で標識することができ、そのため1つの配列を読むのに1つの検出系だけで足りるということである。またX線フィルムの代わりに撮像素子を使うことでより迅速・簡便に利用できる。
マクサム－ギルバート法では配列を決定したいDNA断片の端を標識する以外には方法がないが、サンガー法ではデオキシリボヌクレオチドを標識しておく元々の方法以外にも、プライマーまたはターミネーターを標識しておく方法の計3通りが考えられる。放射性標識の場合、最初は検出感度が良くなるデオキシリボヌクレオチドの標識が使われたが、サイクルシーケンス法により感度が上がるとシグナルが均一になるプライマーの標識が使われるようになった。一方、蛍光標識の場合にはデオキシリボヌクレオチドの標識は合成反応に影響を与える可能性があり好ましくない。
プライマーを蛍光標識する方法をダイプライマー法 (dye-primer) と呼ぶ。この方法ではプライマーの標識とターミネーターの種類を対応させる必要があることから、反応は4つに分けて行い、それを混ぜて泳動することになる。標識プライマーを常に4種類用意する必要があるため、通常は特定のベクターにクローニングして、そのベクター配列を認識する標識済みプライマーを使い回すことになる。
一方、ターミネーターを蛍光標識する方法をダイターミネーター法(dye-terminator)と呼び、こちらが現在の主流となっている。この方法では4種類のターミネーターがそれぞれ異なる蛍光色素で標識されているため、1つの系に4種類のターミネーターを加えて反応を行い、それをそのまま泳動するだけで済む。プライマーを標識する必要がないため、サブクローニングせずに新しくプライマーを設計して続きの配列を読むこと（プライマーウォーキング法）もより安価にできる。逆にダイターミネーター法の欠点としてシグナル強度が不揃いになりやすく、ダイプライマー法と比べて一度に読める配列が短くなる傾向が挙げられる。ダイターミネーターには大きな蛍光発色団がついているため、通常のジデオキシヌクレオチドと比べてDNAへの取り込み効率が鋳型配列によって変化しやすいためである。かつてはダイターミネーターはダイプライマーの半分程度の長さしか読めないとされていた。しかしこれはDNAポリメラーゼと標識色素の改良によって大きく改善され、現在では1,000塩基程度とダイプライマー法と比べても遜色のない性能になっている。

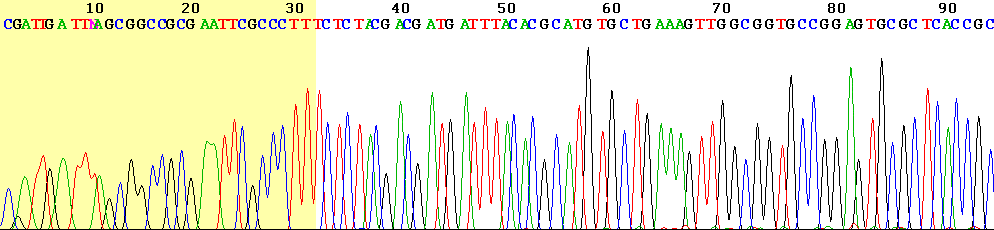
ダイターミネーター法による読み取りデータ（クロマトグラム）の例

#### 自動化
自動のDNAシークエンサーには、一回の運転(ラン、またはバッチとも呼ばれる)で384サンプルを同時に流すことができ、それを一日あたり24回分実行できるものもある。このようなシステムでは電気泳動からクロマトグラムの出力に至るまで自動的に行われるようになっている。また出力されるクロマトグラムも大量であることから、クロマトグラムから精度の低い部分を除去するようなプログラムも商用・非商用を問わずに数多く存在している。これらのプログラムは各ピークに品質のスコア付けを行い、精度の低いピークについては除去する。こういったプログラムのアルゴリズムの正確さは人間が目で確認して処理するのに比べるとやや劣るが、しかしながら大量の配列データを自動的に処理するには十分なものとなっている。

### 質量分析
現状では100塩基以内しか読み取れないが、質量分析によって分離・検出することもできる。きわめて微量でも検出可能で、非常に高速である。各ピークの順番が塩基の順序に、ピーク間の距離がそれぞれの塩基の分子量に対応するため標識が不要で、ダイターミネーター法のように1回の反応で4種類の塩基を読み分けることができる。
修飾を受けた塩基が含まれている場合には効果が高い。

### DNA合成を監視する方法
DNAポリメラーゼによる伸長反応を監視して配列を決定する方法が何種類か開発されている。実はサンガー法あるいはマクサム－ギルバート法の開発以前は、DNA合成によって放射性標識したデオキシリボヌクレオチドが取り込まれるかどうかをチェックすることで配列を決定していたので、より古い方法だといえる。

#### パイロシークエンシング
| ヌクレオチド | 発光量 |
| ------------ | ------ |
| dATP         | 1      |
| dGTP         | 0      |
| dCTP         | 0      |
| dTTP         | 1      |
| dATP         | 0      |
| dGTP         | 2      |
| dCTP         | 1      |
| dTTP         | 1      |

1980年代から開発が始まり、1990年代後半になってMostafa Ronaghiらが実用化した方法で、ヌクレオチドがDNAに取り込まれるときに放出されるピロリン酸をATPに変化させて発光反応に用いることで、ヌクレオチドがどれくらいDNAに取り込まれたかを定量できるという原理に基づいている。実際にはデオキシリボヌクレオチドを1種類ずつ加えて発光量を測定しては除去することを繰り返すことで、配列を決定する。
反応系には鋳型となる一本鎖DNAとプライマー、DNAポリメラーゼの他に、ATPスルフリラーゼ、ルシフェラーゼ、アデノシン5'-ホスホ硫酸 (APS)、ルシフェリンなどが必要である。
1. 反応系にヌクレオチド（dATP・dGTP・dCTP・dTTPのいずれか1種類）を加える。
  1. ヌクレオチドがDNAに取り込まれるとピロリン酸が生じる
  2. ピロリン酸が、ATPスルフリラーゼによってアデノシン5'-ホスホ硫酸に付加されてATPが生じる
  3. ATPとルシフェラーゼによりルシフェリンが発光する
2. 発光量を測定する
3. 余剰のヌクレオチドを除去する

以上をヌクレオチドの種類を変えながら繰り返す。例えば右表のような発光パターンであれば、そのDNA配列はATGGCTということになる。
最後の余剰ヌクレオチドの除去には、大きく分けて2通りの方法がある。一つは固相法で、鋳型のDNAを何らかの固相の基質に結合させておき、反応液を洗い流して除去する方法である。もう一つは液相法で、アピラーゼを加えてヌクレオチドを分解する方法である。
現状では1度に数十塩基から100塩基程度しか決定できないが、比較的低コストで配列を決定できるために一塩基多型 (SNP) 解析などで使われている。特に2005年にこの原理を応用した大規模シークエンサーが454ライフサイエンス社から発売され、サンガー法の10分の1のコストで大量の配列決定ができるとして注目を集めている。

### DNA分解を監視する方法
1990年代から、逆にDNA分子を端から1塩基ずつ分解していき、その過程を監視する方法が考えられている。4種類のデオキシリボヌクレオチドをそれぞれ蛍光色素で標識しておき、さらにビオチン化プライマーを用いてDNAポリメラーゼで相補鎖を合成させる。その後何らかの固相の基質に合成した相補鎖を固定しておき、水流のなかで3'-5'エキソヌクレアーゼにより相補鎖を分解させる。すると水流中に順番に蛍光標識されたヌクレオチドが流れてくるので、これを検出することで配列を決定するという方法である。この方法は毎秒100〜1,000塩基という非常に高速な配列決定が可能だと考えられるが、実用化にはまだまだ遠い状況である。

### ナノポアシークエンス
核酸がタンパク質のナノポア（数ナノメートルの小さな穴）を通過する際に生じるイオン電流の変化をモニタリングする方法。
DNA断片長による方法では、読み取った断片を繋げることで、切断前のDNA配列を推定する。このため、同じパターンのくり返しが連なった配列については、繰り返し回数を推定するのは困難である。ナノポアシークエンスではDNAを切断せずに読み取るので、配列の繰り返し回数を測定できる。

## 歴史
- 1953年 DNAの二重らせん構造の発見
- 1972年 リコンビナントDNAの技術が開発された。これ以前はバクテリオファージかウイルスのDNAしかDNAシークエンシングのサンプルには使えなかった。
- 1975年 最初の完全なゲノム配列としてバクテリオファージφX174の全ゲノムが解読された。
- 1977年 マキサムとギルバートによる"DNA sequencing by chemical degradation"(分解によるシークエンシング:化学分解法)が発表された。サンガーはこれとは別に"DNA sequencing by enzymatic synthesis"(合成によるDNAシークエンシング:酵素法)を発表した。
- 1980年 サンガーとギルバートがノーベル化学賞受賞
- 1986年 カリフォルニア工科大のリロイ・フッドの研究室とスミスが半自動のDNAシークエンサーを発表
- 1987年 アプライドバイオシステムズ社が世界初の自動DNAシークエンサーABI 370を発売。
- 1995年 Richard Mathies らが蛍光色素によるシークエンシング技術を発表。
- 1998年 ワシントン大のPhil Green と Brent Ewing が配列解析ソフトphredを発表。